# Jukov (cidade russa)
Jukov (em russo:  Жу́ков) é uma cidade e o centro administrativo do Distrito de Jukovski, no Oblast de Kaluga, na Rússia. Localizada às margens do Rio Ugodka (afluente do Protva), fica a 90 km a noroeste de Kaluga, o centro administrativo do óblast. Em 2010, sua população era de 12 131.

## História
Foi fundada no início do século 17. A localidade tem sido habitada, como uma divisão de Ugodsky Zavod (Уго́дский Заво́д), desde 1656, devido à construção de uma indústria siderúrgica. Em 1974, ela foi renomeada Jukova (Жу́ково) em honra de Gueorgui Júkov, o mais condecorado general da história militar soviética, que nasceu lá. Em 1996, Jukova foi mesclada com a vizinha Protva, sendo-lhe concedida a condição de vila e renomeada Jukov.

## Geografia

### Situação administrativa e municipais
Dentro do quadro de divisões administrativas russo, Jukov serve como centro administrativo do Distrito de Jukovski, ao qual ela está diretamente subordinada. Como uma divisão municipal, a cidade de Jukov é incorporada no Distrito Municipal de Jukovski como o Assentamento Urbano de Jukov.